# Nuret-le-Ferron
Nuret-le-Ferron – miejscowość i gmina we Francji, w Regionie Centralnym, w departamencie Indre.
Według danych na rok 1990 gminę zamieszkiwało 308 osób, a gęstość zaludnienia wynosiła 7 osób/km² (wśród 1842 gmin Regionu Centralnego Nuret-le-Ferron plasuje się na 833. miejscu pod względem liczby ludności, natomiast pod względem powierzchni na miejscu 131.).